# Jiaozhou-Bucht-Brücke
Die Jiaozhou-Bucht-Brücke (chinesisch 膠州灣大橋 / 胶州湾大桥, Pinyin Jiāozhōuwān Dàqiáo, englisch Jiaozhou Bay Bridge), auch Qingdao-Bucht-Brücke (青島海灣大橋 / 青岛海湾大桥,  Qīngdǎo Hǎiwān Dàqiáo, englisch Qingdao Bay Bridge) genannt, ist eine 26,7 km lange Autobahnbrücke über die Jiaozhou-Bucht in China. Sie ist Teil des 42,58 km langen Jiaozhou Bay Connection Project, welches von Guinness World Records als längste Brücke über Wasser aufgeführt wurde. Seit Inbetriebnahme 2018 gilt die Hongkong-Zhuhai-Macau-Brücke als die längste Brücke.
Ergänzend zu der Brücke wird die Meeresbucht durch den Jiaozhou-Bucht-Tunnel unterfahren, der ebenfalls 2011 in Betrieb genommen wurde.

## Beschreibung des Bauwerks
Das an der Südküste der Shandong-Halbinsel gelegene Bauwerk verbindet die an der Jiaozhou Bucht liegenden Städte Qingdao und Huangdao, so dass sich der Weg gegenüber der Autobahn entlang der Küste um 30 km verkürzt. Die Brücke weist eine Abzweigung zum Flughafen Qingdao-Liuting auf. Die Eröffnung und Freigabe für den Autoverkehr erfolgte am 30. Juni 2011.
Der Entwurf der Brücke stammt von dem Unternehmen Shandong Gaosu Group (山東高速集團 / 山东高速集团). Das Bauwerk ist so ausgelegt, dass es Erdbeben der Stärke 8, Taifunen und Schiffskollisionen trotzen können sollte. Der Verkehr wird in jeder Fahrtrichtung auf drei Spuren geführt.
Das Bauwerk wurde in einer Bauzeit von vier Jahren von über zehntausend Arbeitern als Spannbetonbrücke ausgeführt. Es wurden ca. 450.000 Tonnen Stahl und ca. 2,3 Mio. Tonnen Beton verbaut. Das Unternehmen Maurer Söhne baute an knapp zweihundert Brückenübergängen Dehnfugen mit einer Gesamtausgleichsstrecke von 33,59 Metern ein.
Die Jiaozhou-Bucht-Brücke weist drei größere Durchlässe für die Schifffahrt auf. Die 600 Meter lange Cangkou-Kanal-Brücke hat davon mit 260 Meter die größte Spannweite im ganzen Bauwerk. Die übrigen Brückenfelder weisen eine Spannweite von 60 Meter auf.